# Giacca Harrington
La giacca Harrington, spesso conosciuta solo con il termine Harrington, è un particolare tipo di giubbotto leggero che può essere di vari materiali, come lana, cotone, poliestere, e all'interno presenta un'imbottitura di diverso materiale (solitamente lana) in stile tartan scozzese.
Il primo giubbino di questo tipo è attribuibile alla britannica  Baracuta, che nel 1937 creò il modello G9, ma l'espansione vera e propria si ebbe intorno agli anni cinquanta-sessanta con l'avvento delle prime mode giovanili, tra cui quella dei mod che, ad emulazione dello stile Ivy League americano, ne fece un vero oggetto di culto. Successivamente queste impostazioni stilistiche verranno prese anche da altre sottoculture come gli skinhead. Il nome "Harrington" deriva dal personaggio di Rodney Harrington, fra i protagonisti della serie televisiva degli anni '60 Peyton Place, che contribuì alla popolarità di questo modello di giacca.